# 1260-ті
Високе Середньовіччя •  Реконкіста •  Монгольська імперія

## Події

### Русь
Землі русичів перебували під владою Золотої Орди. Ординці збирали данину, забороняли під осторогою нападу будувати укріплення, вимагали від місцевих князів допомоги у військових походах. 1264 року помер король Русі Данило Галицький. У Галицько-Волинському князівстві стали правити його сини: Шварно, Лев, Мстислав. У цей час активізуються зносини королівства Руського із Литвою, як і військове протистояння, боротьба за землі, так і укладення династичних шлюбів. Шварно Данилович був співправителем Великого князівства Литовського, а в 1267—1269 роках великим князем.
1263 року помер Олександр Невський. Ярлик на княжіння отримав Ярослав Ярославич. Цього ж року утворилося Московське князівство, його першим князем став Данило Олександрович.

### Європа
У Священній Римській імперії тривав період міжцарства, коли жоден із претендентів на титул римського короля не міг утвердити свою владу. Останній із Гогенштауфенів Конрадін мав мало влади, а коли він спробував здійснити похід в Італію й відвоювати Сицилійське королівство, яке папа передав Карлу I Анжуйському, то зазнав поразки, й 1268 року його стратили. Карл Анжуйський, брат французького короля Людовика IX, отримав запрошення правити Сицилією від папи римського Урбана IV. 1266 року він зумів здолати короля Сицилії Манфреда й посісти трон, а потім здолав і Конрадіна.
Зростав вплив короля Богемії Отакара II. 1269 року він отримав крім Австрії та Штирії, ще й Каринтію.
В Англії король Генріх III відмовився виконувати Оксфордські провізії. Незаконність їх визнав як папа римський, так і французький король Людовик IX. Це призвело до Другої баронської війни, в якій король зазнав поразки. Як наслідок, до влади в країні прийшов Симон де Монфор, 6-й граф Лестер. 1265 року вперше зібрався вибраний Парламент. Проте, згодом син Генріха III Едвард втік із полону й зумів розбити бунтівних баронів. Генріх III повернувся на трон і скасував Оксфордські провізії. Під кінець десятиліття принц Едвард вирушив у хрестовий похід, але не встиг вчасно дістатися до Тунісу, де вже зазнали невдачі французи, а тому поплив далі до Палестини.
Французький король Людовик IX пішов у Восьмий хрестовий похід. Першою метою хрестоносців став Туніс. Похід зазнав невдачі. Король помер, і його спадкоємець Філіп III Сміливий повернувся до Франції після того, як завдяки Карлу I Анжуйському хрестоносці уклали перемир'я з еміром.
Лівонський орден продовжував політику християнізації пруссів та литвинів. Литовський князь Міндовг чинив опір, шукаючи підтримки в Данила Галицького та Олександра Невського. Але 1263 року він загинув від руки вбивці, і в Литві почався період безладу.
Усе десятиліття тривала війна між Генуєю та Венецією. Генуя викупила в ординців Кафу і заснувала там торгову колонію.
В Угорщині до 1270 року правив Бела IV. Програвши Отакару II боротьбу за Штирію, за яку Бела IV боровся для свого сина Іштвана, він віддав йому Трансильванію, але згодом Іштван підняв проти нього бунт. Угорському королю ставало дедалі важче тримати під контролем баронів королівства, й 1267 року він підписав Золоту буллу, що надавала великим магнатам ширші права. 1270 року, після смерті Бели IV, на угорський трон зійшов Іштван V.

### Візантія та Близький Схід
1261 року Нікейська імперія уклала угоду з Генуєю проти Латинської імперії. Під прикриттям генуезців з моря нікейці захопили Константинополь, і Латинська імперія припинила існування. Імператором відновленої Візантії проголосив себе Михайло VIII Палеолог.
Землі хрестоносців на Близькому Сході продовжували скорочуватися під натиском єгипетського султана Бейбарса. Він захопив Біблос, Ашкелон і, 1268 року, Антіохію, поклавши край існуванню Антіохійського князівства.

### Монгольська імперія
1260 року єгипетські мамелюки у Палестині завдали першої значної поразки монголам. Монгольська імперія окупувала величезні території в Азії, але в ній уже розпочалася внутрішня боротьба. Кублай-хан став верховним правителем монголів, здолавши Ариг-бугу, і тільки після цього зміг відновити наступ у Китаї. Там, на місці сучасного Пекіна, він заснував свою нову столицю.
Хан Золотої Орди Берке прийняв іслам і уклав договір з мамлюцьким правителем Єгипту Бейбарсом проти іншого монгольського правителя, ільхана Ірану Хулагу. Розпочалася війна на Кавказі між Золотою Ордою та монгольськими правителями Ірану. 1265 року Хулагу змінив Абака-хан. 1266 ханом Золотої Орди Менгу-Тимур. 1269 року Кайду підкорив собі Чагатайський улус, себто Середню Азію.

### Наука
- Тома Аквінський публікує Summa contra Gentiles.
- Роджер Бекон видає Opus Majius, в якому обговорює численні питання математики, астрології, алхімії, фізики, і в якому вперше описується збільшуване скло.
- П'єр де Марікур уперше описує полюси магніту, зауваживши, що магнітів з одним полюсом не існує.